# Paganico (Toskana)
Paganico ist ein Ortsteil der Gemeinde Civitella Paganico in der Provinz Grosseto, Region Toskana in Italien.

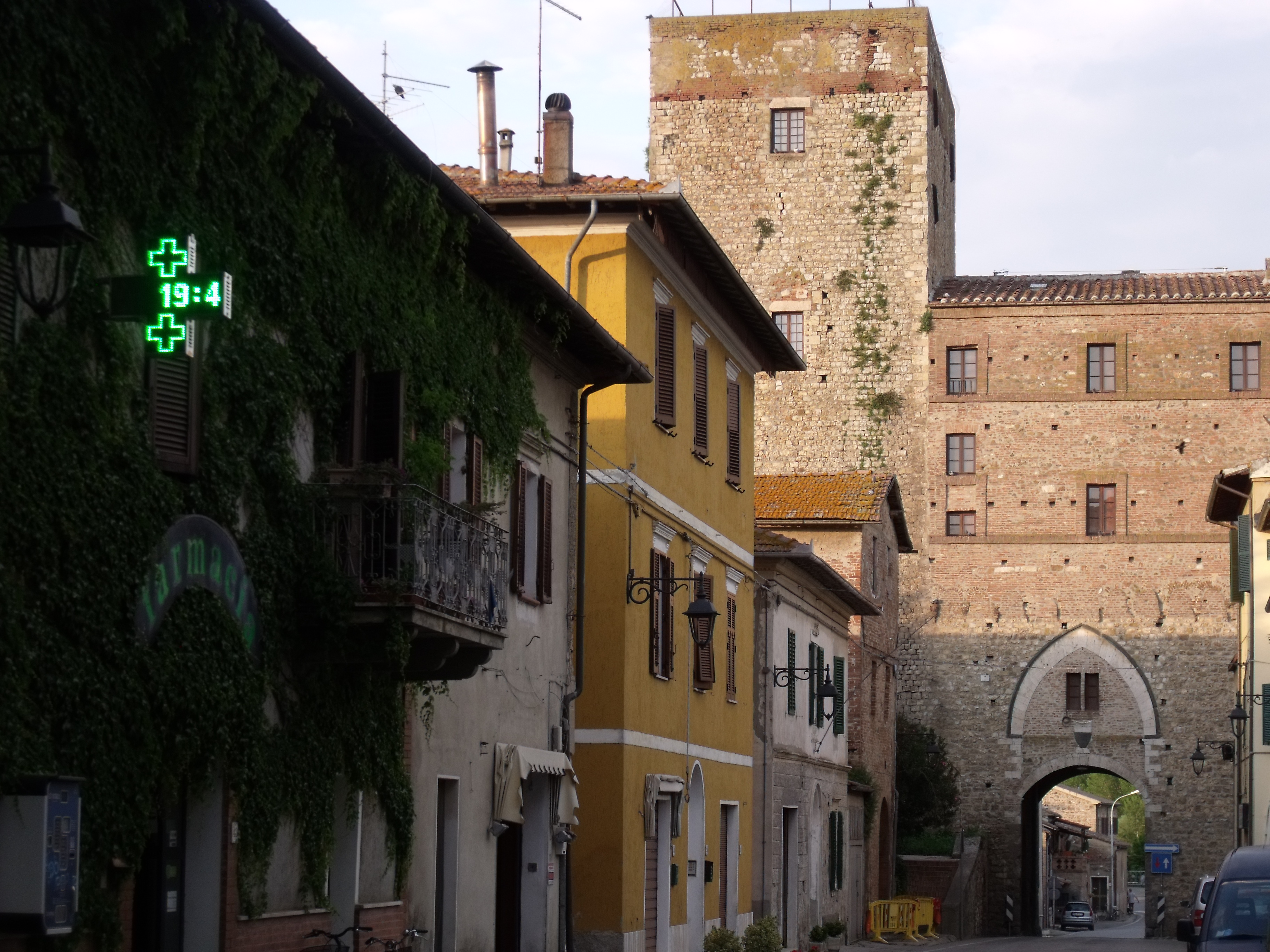
Der Ort innerhalb der Stadtmauern an der Hauptstraße Corso Fagarè, im Hintergrund der Cassero Senese mit der Porta Senese

## Geografie
Der Ort liegt ca. 7 km südlich des Hauptortes Civitella Marittima und ca. 23 km nordöstlich der Provinzhauptstadt Grosseto. Siena liegt ca. 43 km nördlich. Der Ort liegt bei 65 m s.l.m. und hat ca. 830 Einwohner. Er liegt am Zusammenfluss der Flüsse Gretano und Lanzo in den Ombrone. Der Ombrone bildet hier die Grenze zu Cinigiano (Ortsteil Sasso d’Ombrone), im Südosten grenzt Paganico an Campagnatico.
Der Innenort ist viereckig angelegt und misst ca. 150 × 100 m, wobei die Nord-Süd-Verbindung (Corso Fagarè) die längere ist. Das Stadttor Porta Senese ist in die Festung Cassero Senese integriert, das südliche Stadttor ist die Porta Grossetana. Das westliche Tor ist die Porta Gorella, das östliche Tor zu den Flüssen hin und die dazugehörigen Stadtmauern gingen verloren. Der Ortskern ist in vier Rioni aufgeteilt, die den Stadttoren entsprechen, wobei der Teil der verlorengegangenen Mauerteile Centro genannt wird. Die Rioni haben die jeweiligen Stadttore im Wappen, die Rione Centro den Campanile der Kirche von San Michele Arcangelo.

## Geschichte
Der Ort entstand ab 1262 auf Beschluss der Seneser Regierung als Borgo franco, was zu dem ersten Namen Castel Franco di Paganico führte. Der Bau der ersten Stadtmauern wurde 1278 von Siena genehmigt. Der neu geplante und befestigte Ort diente ab 1294 als steuerfreier Marktplatz der Republik Siena und wurde 1303 Dekanat. 1328 wurde der Ort von Castruccio Castracani belagert und besetzt, als dieser auf dem Rückweg von Montemassi war. Hierbei wurden die ersten Stadtbefestigungen zerstört. Die Seneser Regierung ließ 1334 die Stadtmauern und Stadttore durch Lando di Pietro wieder aufbauen, dabei wurden Teile der alten Stadtmauern verwendet. 1363 erlitt der Ort erhebliche Schäden durch einen Angriff der Söldnergruppe Compagnia del Cappelletto. Nach der Niederlage der Seneser Republik 1555 fiel der Ort zunächst an Campagnatico, dann an Antonio de’ Medici, dem Sohn von Francesco I. de’ Medici und Bianca Cappello. Am 5. Mai 1630 nahm die Seneser Familie der Patrizi den Ort als Lehen an. Die Patrizi herrschten bis 1747, dann ging Paganico aufgrund des fehlenden Erbfolgers an die Medici zurück. Später wurde der Ort eigenständige Gemeinde und am 5. Februar 1928 Ortsteil der neuen Gemeinde Civitella Paganico.

## Sehenswürdigkeiten

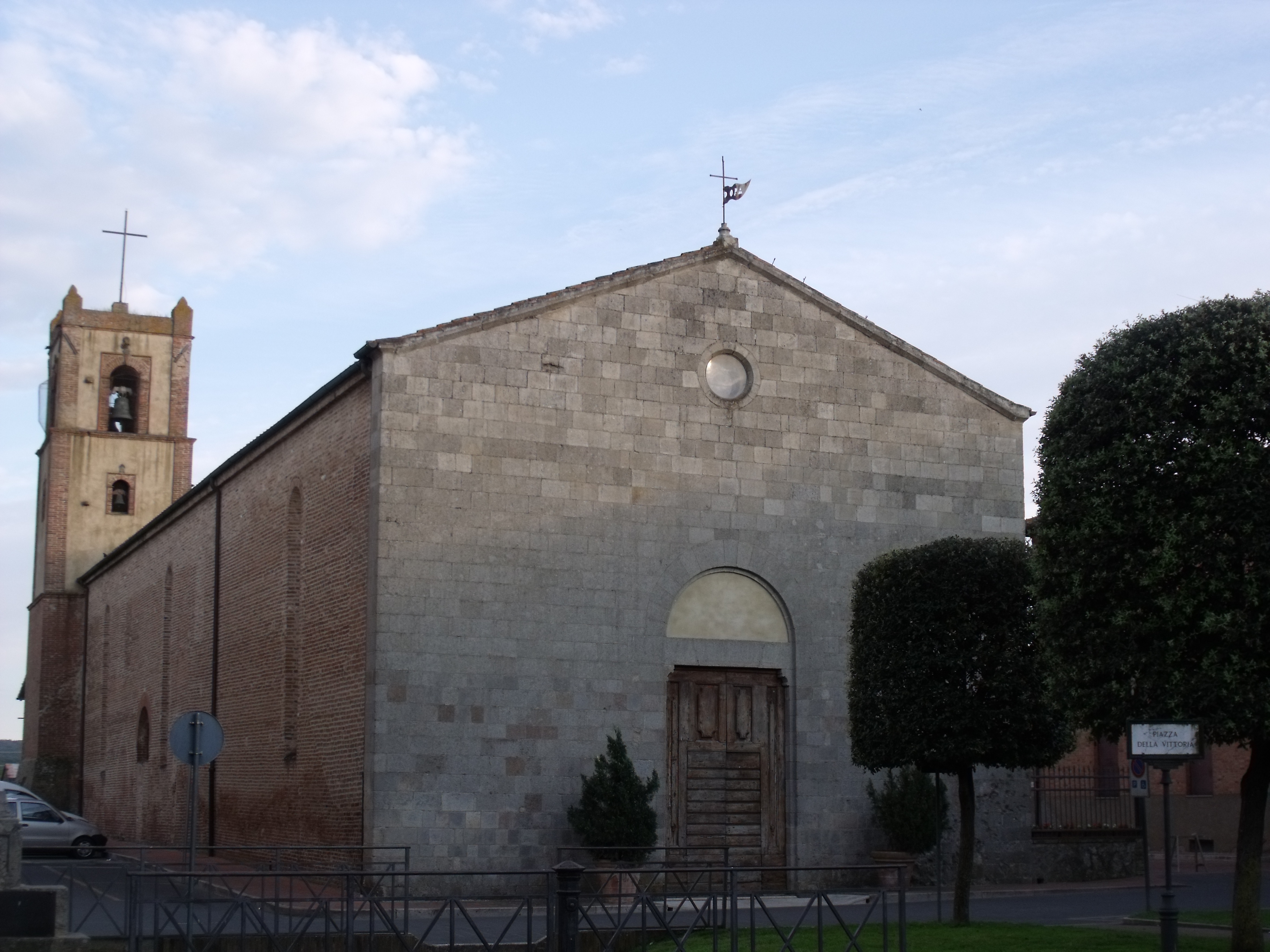
Die Kirche Chiesa di San Michele Arcangelo

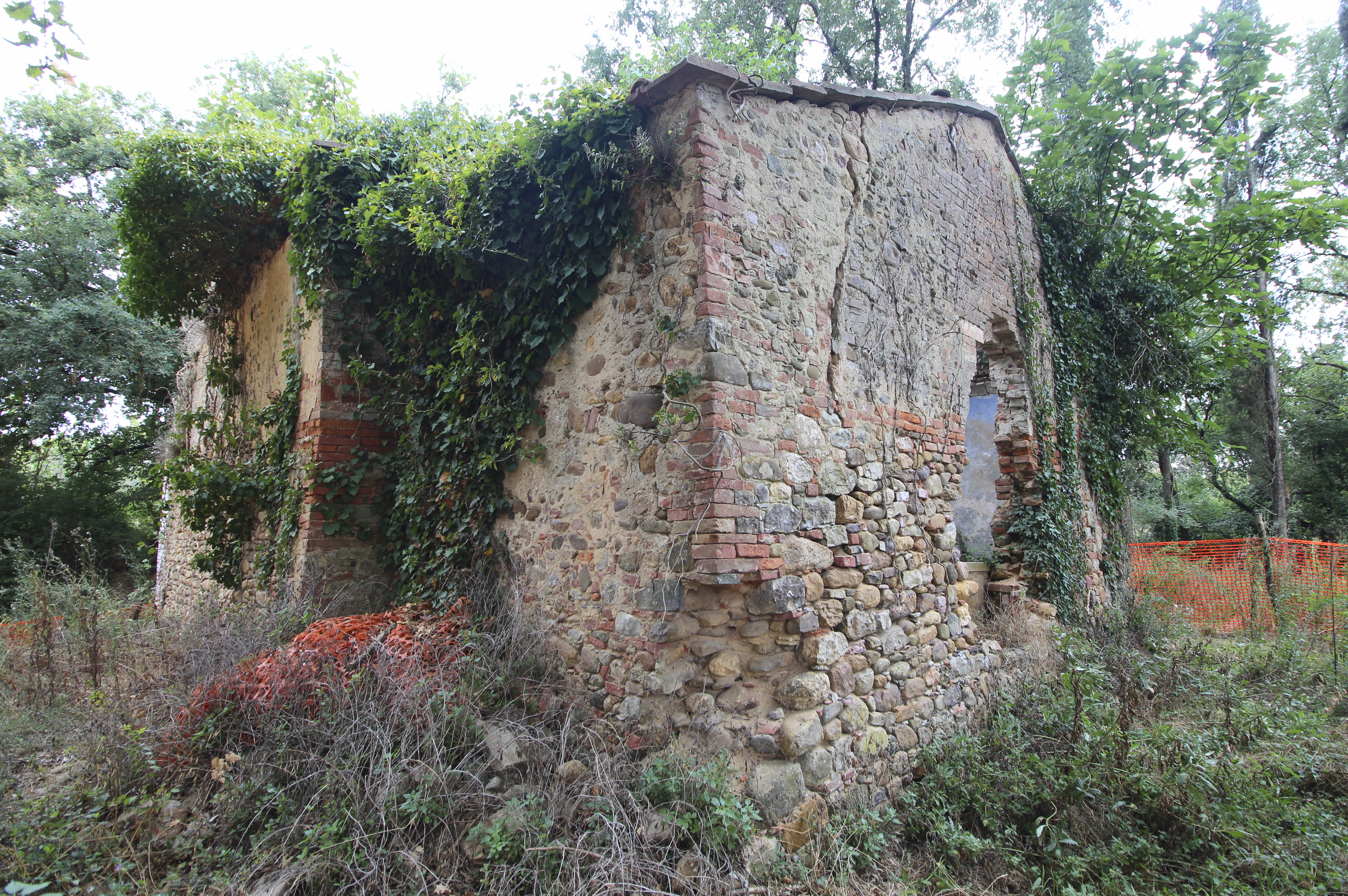
Die Kirchenruine Madonna delle Febbri

- Chiesa di San Michele Arcangelo, Parochialkirche, die von 1297 bis 1345 von den Humiliaten errichtet wurde.[7] 1571 wurde die Kirche Pieve. Die Innenräume wurden von 1933 bis 1963 restauriert und umgestaltet.[3] Das Altargemälde Madonna in trono col figlio e i santi Giovanni Battista, Michele, Guglielmo e Antonio Abate stammt von Guidoccio Cozzarelli (um 1475 entstanden), das Gemälde auf der linken Seite von Andrea di Niccolò (Madonna in trono con il Bambino e i Santi Michele, Giovanni Battista, Gregorio Magno e Sebastiano, um 1470 entstanden). Das Zimborium aus Holz hat fünf Gemälde (Vergine, Cristo risorto, San Giovanni Battista, San Biagio und San Michele Arcangelo), die dem Bartolomeo Neroni zugeschrieben werden und die um 1540 entstanden.[3] In der Apsis befindet sich von Biagio di Goro Ghezzi ein Freskenzyklus aus dem Jahr 1368[7] mit den Werken:[8]
  - Verkündung (Annunciazione)
  - Geburt Christi, Erscheinung des Heiligen Erzengels Michael auf dem Monte Gargano, Der Heilige Michael tötet den Drachen und Erscheinung des Heiligen Michael im Schloss Sant’Angelo in Rom (Natività di Gesù, l’apparizione di San Michele Arcangelo sul Monte Gargano, San Michele che uccide il dragone, l’apparizione di San Michele in Castel Sant’Angelo a Roma)
  - Das Dreikönigsfest und Die Allegorie vom Jenseits (Epifania, Allegoria dell’Oltretomba)
  - Die vier Evangilisten (I quattro Evangelisti)
  - Porträt der sechs Heiligen (unterhalb des Torbogens, am Eingang der Apsis)
- Cassero Senese, Festung mit Wehrturm und dem Stadttor Porta Senese aus dem 13. Jahrhundert. Wurde 1602 von Antonio de’ Medici in den Palazzo del Principe umgebaut.[3]
- Palazzo Pretorio am Corso Fagarè, Gebäude aus dem 14. Jahrhundert mit Biforenfenstern. War ursprünglich Sitz der Magistratur der Republik Siena.[3]
- Palazzo del vecchio ospedale (Palast des alten Hospitals), Gebäude aus dem 13. Jahrhundert am Corso Fagarè nahe der Cassero Senese. Auf der Vorderseite ist das Wappen der Familie Patrizi aus dem Jahr 1731 zu sehen.[3]
- Stadtmauern aus dem 14. Jahrhundert mit den Stadttoren
  - Porta Grossetana (nach Süden bzw. Grosseto ausgelegtes Haupttor)
  - Porta Senese (nach Norden bzw. Siena ausgelegtes Haupttor, Bestandteil der Festung Cassero Senese)
  - Porta Gorella (nach Westen ausgelegtes Nebentor)
- Chiesa della Madonna delle Febbri (auch Chiesina del Poggiarello oder Santa Maria delle Grazie genannt), ehemalige Kirche kurz außerhalb der Stadtmauern in der Località Poggiarello, die im 18. Jahrhundert auf einem Grundstück der Patrizi entstand.[3]

## Verkehr
- Der Ort hat zwei Anschlussstellen an der Strada Statale 223 di Paganico, die hier Teil der Europastraße 78 ist.
- Der Ort besitzt den Haltepunkt Civitella Paganico an der Bahnstrecke Siena–Grosseto.

## Regelmäßige Veranstaltungen
- Palio della Granocchia, Palio, der am ersten Sonntag im September stattfindet und bei dem die jeweiligen Rioni mit Schubkarren und einer Froschlurche gegeneinander antreten.

## Bilder

Die Tore der Befestigungsmauern von Paganico
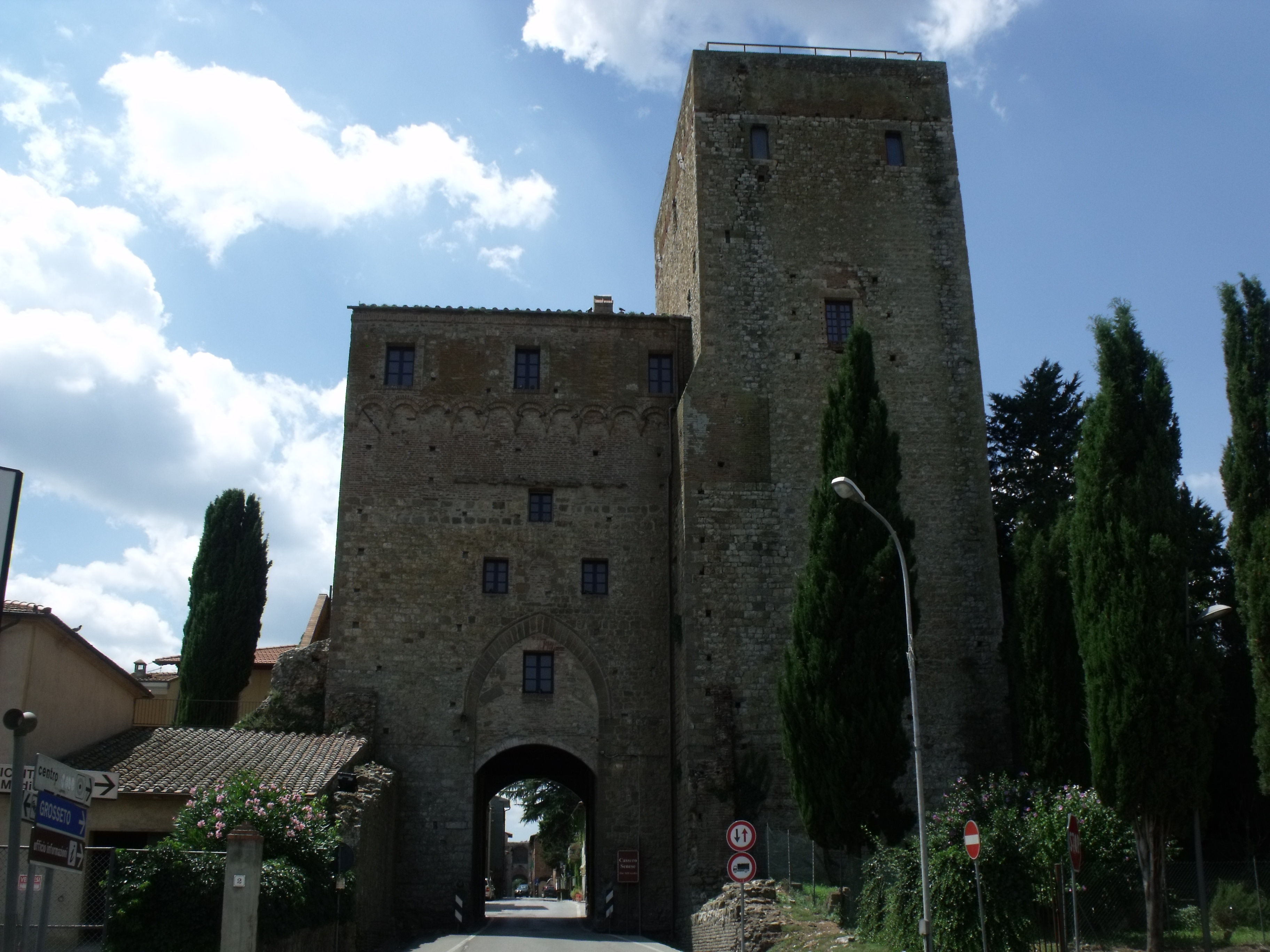
Cassero Senese mit der Porta Senese
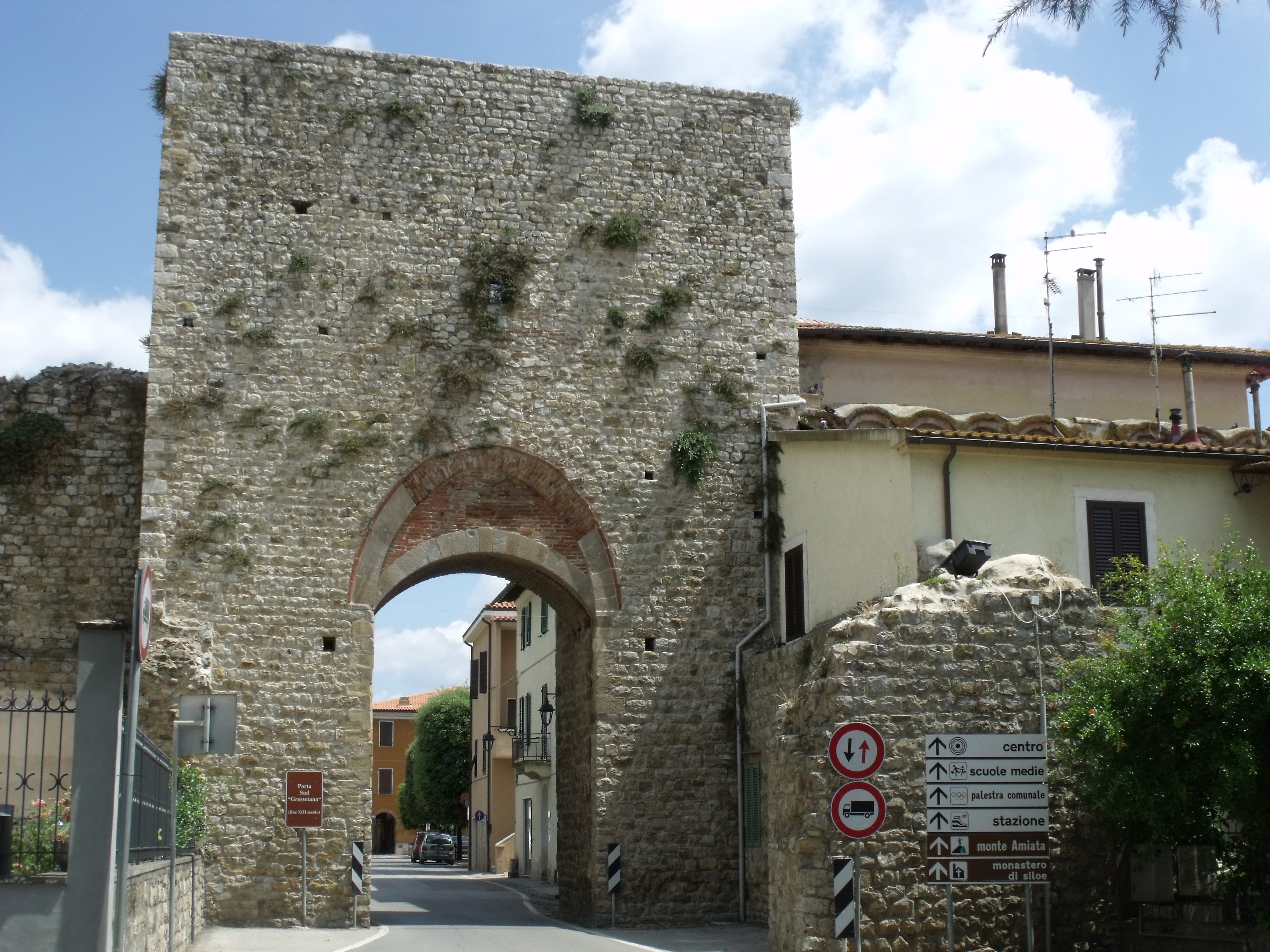
Porta Grossetana
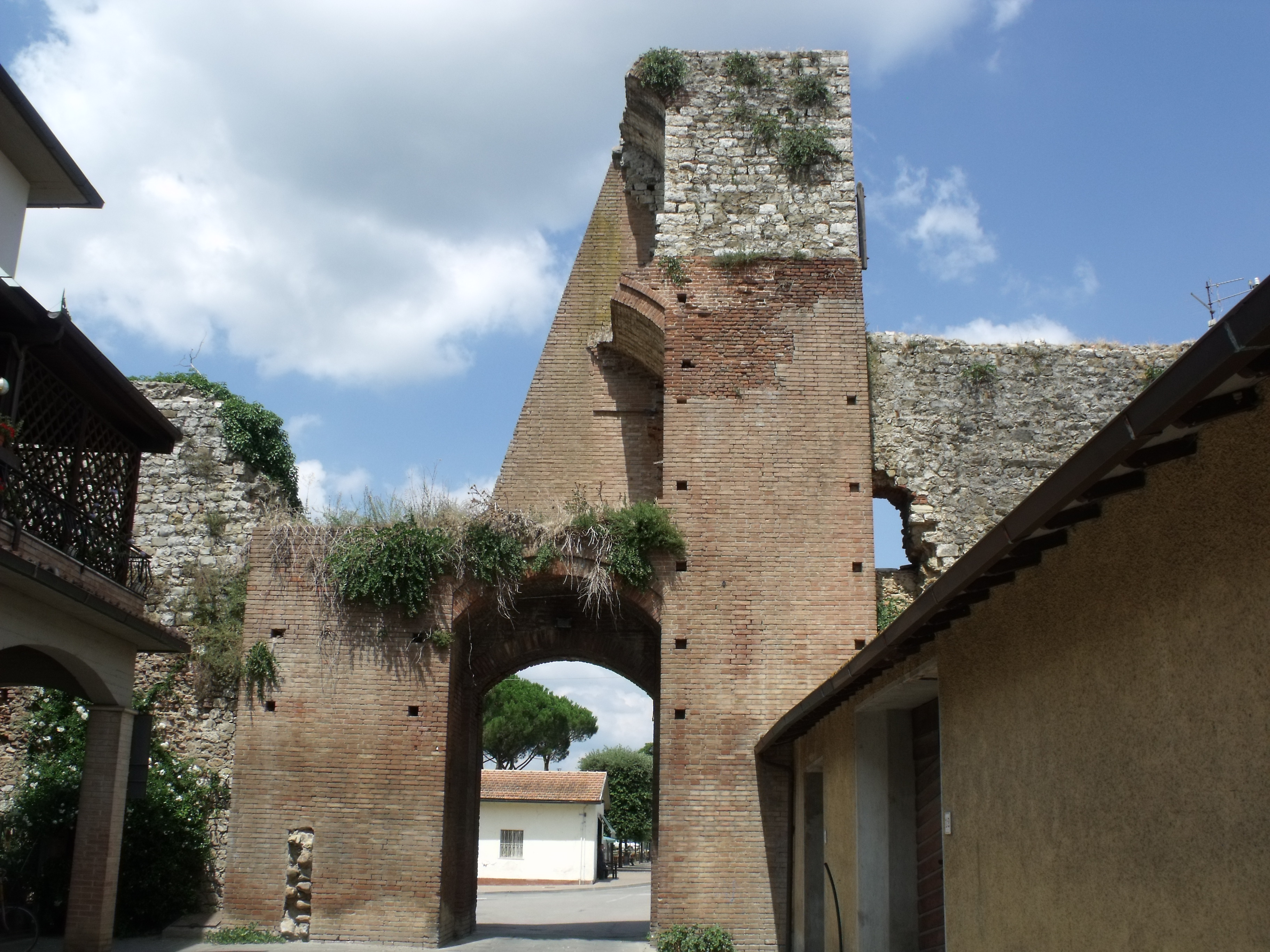
Porta Gorella von innen gesehen